# Den Sorte Skole
Den Sorte Skole er navnet på en københavnsk sample- og komponistduo, bestående af Martin Højland og Simon Dokkedal.

## Historie
Den Sorte Skole blev grundlagt i 2004, som et dj-kollektiv bestående af Simon Dokkedal, Martin Højland og Martin Fernando Jakobsen, under aliasserne LeBon, Aage Jæger og Langefinger.
Gruppen blev med tiden især kendt for deres liveoptrædener, hvor de udelukkende benyttede pladespillere, mixere og hundredvis af vinylplader.
I 2011 trådte Martin Fernando Jakobsen ud af bandet for at dedikere sin tid til NGO'en Turning Tables. De to resterende medlemmer besluttede sig for at ændre kurs, og trak Den Sorte Skole i en ny retning væk fra hiphoppen og mash-up kulturen mod verdensmusikken, og senest et mere elektronisk og avantgardistisk udtryk.
Den Sorte Skole har optrådt på scener over det meste af Europa, og spillede i sommeren 2017 deres hidtil største koncert, da de lukkede Orange Scene på Roskilde Festivalen fredag aften med et skræddersyet audiovisuelt show med over 100 medvirkende, gæste optrædener fra hele verden, dansere og en kæmpe audiovisuel produktion skabt af Obscura Vertigo og Dark Matters.

## Lektion #1
Lektion #1 er den første cd udgivelse fra Den Sorte Skole. Lektion 1 udkom i 2006, og består af 74 plader, sammensmeltet ved hjælp af 4 pladespillere og 3 mixere på i alt 57 minutter. Udgivelsen skabte stor opmærksomhed om DJ-kollektivet, og blev af diverse Hip Hop fora fremhævet som den bedste danske hiphopudgivelse i 2006.

## Lektion #2
Lektion 2 fra 2008 var en 65minutters lang kollage med hundredvis af samples. En musikalsk rejse gennem hiphop, rock, folkemusik, børnesange, electro osv, hvor mixet var opdelt i fire dele med hver sin elegante opbygning og klimaks.
I kølvandet på Lektion 2, spillede Den Sorte Skole udsolgte koncerter over hele landet, samt to koncerter på Roskilde Festivalen i 2008 og 2009. I 2010 fulgte de op på succesen med en kæmpe fejring af Roskilde Festivalens 40-årige jubilæum for 25.000 publikummer på festivalens Arena scene.

## Lektion #3
I 2011 besluttede Martin Højland og Simon Dokkedal sig for at dedikere deres tid fuldt ud til Den Sorte Skole. De sagde deres jobs op, og brugte de efterfølgende to år på at indsamle musik til et kæmpe bibliotek, og derefter klippe og klistre sig gennem tusindvis af gamle vinylplader fra alle afkroge af verden.
På Lektion 3, der udkom i 2013, mødte fransk elektronika, libanesisk surf og guitarrifss fra Mali, feltoptagelser af tibetanske munke, der gik hånd i hånd med tysk industrial og amerikansk, psykedelisk rock.
Pladen fik roser fra både danske og internationale anmeldere, blandt andet blev den rost af The New Yorker, der kårede den som "One of the most overlooked albums of 2013" og den engelske BBC journalist Gilles Peterson tog nummeret Formula Dub med på hans "All Winners Mixtape".
Livekoncerterne der fulgte Lektion 3, blev skabt i samarbejde med det visuelle kollektiv Dark Matters og blev opført over fem aftener i Skuespilhuset i København. Den visuelle produktion udfordrede formatet for danske livekoncerter, og blev blandt andet debatteret i Smagsdommerne.

## Indians & Cowboys
Indians & Cowboys fortsatte kursen i verdensmusikken, men tog et dybere indstik i Den Sorte Skole's musikalske univers.
Endnu flere samples, mere komplekse kompositioner og en vildere energi kendetegnede pladen. Hvor Lektion 3 var bygget af hundredvis af samples, talte Indians & Cowboys tusinder; 350 plader fra 75 lande, fordelt på 6 kontinenter og fra fem årtier, smeltede sammen på pladen.
Pladen fik stor international bevågenhed, og Den Sorte Skole turnerede efterfølgende i Europa på klubber og festivaler, blandt andet Glastonbury i England.
Den franske avis Le Monde rejste i 2015 til København for at dække Den Sorte Skole's fremførsel af deres Symfoni #2, skabt i samarbejde med filmkomponisten Karsten Fundal og Copenhagen Philharmonics. I den forbindelse kaldte Le Monde Indians & Cowboys for "et monumentalt værk på størrelse med Babelstårnet"

## Symfonier
I januar 2014 påbegyndte Den Sorte Skole et huskomponist residency med DR's Underholdningsorkester og Kunststyrelsen. Fra 2014 til 2019 skulle Den Sorte Skole, sammen med den internationalt anerkendte filmkomponist Karsten Fundal, skrive tre symfonier ved at forbinde Den Sorte Skole's samplede univers med et klassisk orkester. Symfoni #1 fik premiere foran 2500 publikummer i den store koncertsal i Koncerthuset i København i 2014.
Efter den politiske beslutning om at lukke DR's Underholdningsorkester i 2015, blev projektet flyttet til Copenhagen Philharmonic Orchestra. Symfoni #2 fik premiere som en del af koncertrækken "60 Minutes" d.17 februar 2016 i Radiohuset.

## Priser
- Dansk Hip Hop Pris 2006 "Årets Danske Dj"[8]
- Politiken IByen 2008 "Årets Dj"[9]
- Årets Steppeulv 2014 "Årets Komponister"[10]
- Danish Music Award 2016 "Årets Bedste Danske World Album"[11]
- Carl Prisen 2017 "Årets Talent"[12]
- Kronprinsparets Kulturpris 2017 [13]

## Diskografi
- Lektion #1 (2006)
- Lektion #2 (2008)
- Lektion #3 (2013)
- Indians & Cowboys (2015)